# Марк Клавдій Уммідій Квадрат
Марк Клавдій Уммідій Квадрат (лат. Marcus Claudius Ummidius Quadratus; близько 164 — 182) — діяч часів Римської імперії.

## Життєпис
Походив із роду Клавдіїв Северів із Помпейполіса (Пафлогонія). Син Гнея Клавдія Севера, консула 173 року, сина Гнея Клавдія Севера Арабіана та Уммідії Корніфіції Фаустіни. Дитинство провів у Римі, проте згодом батьки розлучилися. Десь у 170-х роках його було всиновлено вуйком Марком Уммідієм Квадратом, після чого отримав ім'я Марк Клавдій Уммідій Квадрат.
Вів переважно розкішний спосіб життя. У 180 році після сходження на трон імператора Коммода швидко став прихильником сестри останнього Аннії Луцилли. Незабаром увійшов до змовників проти імператора. Очільниками заколоту 182 року разом із Квадратом стали Луціла, мати Квадрата, та інший родич Тиберій Клавдій Помпеян Квінціан. Вони розраховували вбити Коммода в Колізеї під час виступу гладіаторів, або на вході Квадрат повинен був заколоти того кинджалом. Втім змову було розкрито, а Уммідія Квадрата разом із названим батьком страчено.